# Clénay
Clénay är en kommun i departementet Côte-d'Or i regionen Bourgogne-Franche-Comté i östra Frankrike. Kommunen ligger i kantonen Dijon 1er Canton som tillhör arrondissementet Dijon. År 2022 hade Clénay 904 invånare.

## Befolkningsutveckling
Antalet invånare i kommunen Clénay
Referens:INSEE